# Література Брунею
Література Брунею є частиною культури Брунею та являє собою сукупність літературних творів, написаних брунейцями й у Брунеї переважно малайською та англійською мовами. 
Серед творів середньовічної брунейської літератури відома народна епічна поема «Сіаїр Аванг Семаун» (малай. Syair Awang Semaun), яка описує пригоди Алака Бетатара, першого напівлегендарного правителя Брунею, якого сучасна брунейська  історіографія ототожнє з першим султаном Мухаммадом Шахом. Згідно з нею, він був один з 14 братів, синів Дева Емаса Каянгана (малай. Dewa Emas Kayangan). Сам Дева Емас Каянган народився з яйця, що боги спустили з неба. Декілька братів захопили в полон доньку султана Джохору й привезли її до Алака Бетатара, з яким вони одружилися. Тоді султан послав птаха шукати дочку. Дочка повідомила птасі, що щаслива вийти заміж за нащадка богів, тому джохорський султан приїхав у Бруней та проголосив Алака Бетатара першим правителем.
Перші твори сучасної малайської літератури в Брунеї створені у 1840-х роках. Першим таким твором вважається збірка віршів «Вірші Ракіса» (малай. Syair Rakis), яку написав придворний аристократ і намісник Сараваку Пенгіран Індера Макота у 1847-1848 роках під час подорожі з Сараваку до Брунею. Він подарував збірку султану та спадкоємному принцу. Книжка була скопійована багато разів та розповсюджена серед правлячого класу Брунею, а сучасними коментаторами вважається взірцем брунейського патріотизму та передбаченням подій кінця XIX-XX століть у історії Брунею.
Перший брунейський роман опублікував 1951 року письменник Юра Халім, другий за авторством Саллеха Масрі (малай. Salleh Masri) вийшов 1952 року, третій у 1968 році
У Брунеї на початку XXI століття зберігається низький рівень друкування книжок. У 2013 році Національне бюро мови та літератури (малай. Dewan  Bahasa  dan  Pustaka) видало лише 49 книг, з яких лише 15 художніх. У 2011 було 11 художніх книжок, у 2012 році — 18.
Домінує малайська література, що прославляє іслам, монархію та патріотизм. З 1980 року Національне бюро мови та літератури присуджує літературні премії за твори виключно малайською мовою.У 1998—2015 роках вийшло 11 книг англійською мовою, що належать до брунейської літератури: 4 романи, 6 збірок поезії та одна збірка сценаріїв.
Серед відомих сучасних брунейських письменників Муслім Бурмат, Зефрі Аріф, Мухаммад Саллех бін Абдул Латіфф (малай. Muhammad Salleh bin Abdul Latiff) перша письменниця Норсія Абд Гапар.